# 3/VI Batalion Wartowniczy
3/VI Batalion Wartowniczy – batalion wartowniczy Wojska Polskiego.

## Historia
Baon wartowniczy nr 3/VI został sformowany w 1919 w Okręgu Generalnym Lwów. W tym samym stacjonował w Sokalu, a na początku 1921 w Stryju.
W listopadzie 1920, razem z batalionami wartowniczymi 2/VI i 3/II, zluzował 2 Pułk Strzelców Granicznych na południowym odcinku granicy, od miejscowości Sianki aż do Dniestru, wzdłuż dawnej granicy galicyjsko-węgierskiej. Przed luzowaniem, baon otrzymał komplet instrukcji i regulaminów służby granicznej obowiązujących w formacji Strzelcy Graniczni oraz odbył krótkie szkolenie w zakresie pełnienia służby granicznej i wywiadu wojskowego. Funkcję instruktorów pełnili oficerowie Strzelców Granicznych. Przy dowództwie baonu funkcjonował łącznik z Ministerstwem Skarbu. Żołnierze batalionu ochraniali „zieloną granicę”, natomiast służbę na przejściach granicznych pełnili funkcjonariusze Policji Państwowej i urzędów celnych. Wiosną 1921 na bazie oddziału został zorganizowany 12 Batalion Celny.

## Dowódcy batalionu
- ppłk piech. Jan Kanty Roliński (od 12 XI 1919[3])